# Katharina Meinecke
Katharina Meinecke (* 26. März 1960 in Braunschweig, Niedersachsen) ist eine deutsche Schauspielerin.

## Leben
Katharina Meinecke stammt aus einer großen theaterbegeisterten Familie und ist eine Ururenkelin des Dichters Ludwig Ganghofer. Schon als Kind begann sie Theater zu spielen. Nach dem Abitur in Baden-Baden studierte sie Schauspiel an der Hochschule für Musik und Darstellende Kunst in Stuttgart. Von 1982 bis 1984 spielte sie am Stadttheater in Ulm, später in Konstanz, in Basel und am Modernen Theater in München. Im Jahr 1989 stand sie in Nico Hofmanns erfolgreichem Kinofilm Land der Väter, Land der Söhne als „Dorothea Kleinert“ erstmals vor der Kamera.
1996 wurde Roland Suso Richters Film Svens Geheimnis, in dem sie die Hauptrolle der Lehrerin Vera Loewe spielte, mit dem Erich-Kästner-Fernsehpreis und in der Kategorie TV-Movie beim Banff World Television Festival in Banff (Kanada) als bester Fernsehfilm ausgezeichnet.
Neben ihrer Tätigkeit für Film und Fernsehen widmet sich die Schauspielerin dem klassischen Gesang. Darüber hinaus tritt sie mit literarischen Lesungen auf – als Soloprogramm oder in jüngerer Zeit in Zusammenarbeit mit dem Musiker Johannes Geyer.
Katharina Meinecke hat zwei Kinder und lebt mit ihrer Familie in München.

## Filmografie  (Auswahl)
- 1989: Land der Väter, Land der Söhne
- 1989: Alles Paletti (Fernsehserie)
- 1990: Auf der Suche nach Salome (Fernsehfilm)
- 1990: Oppen und Ehrlich (Fernsehfilm)
- 1991: Ein Fall für zwei – Geld verjährt nicht (Fernsehserie)
- 1991: Kleinstadtgeschichten – Die fremden Deutschen (Fernsehfilm)
- 1993: Mit Leib und Seele (Fernsehserie)
- 1993: Sonntag & Partner (Fernsehserie)
- 1995: Svens Geheimnis (Fernsehfilm)
- Der Alte – Folge 207: Tote reden doch
- 1996: 14 Tage lebenslänglich
- 1997: Ein Fall für Zwei – Die Tränen von gestern Nacht
- 1998: Die Bubi-Scholz-Story (Fernsehfilm)
- 1999: Ganz unten – Ganz oben (Fernsehfilm)
- 1999: Unschuldige Biester (Fernsehfilm)
- 2000: Reise des Herzens (Fernsehfilm)
- 2001: Anwalt des Herzens (Fernsehfilm)
- 2001: Besuch aus Bangkok (Fernsehfilm)
- 2005: Siska – Stirb, damit ich glücklich bin (Fernsehserie)
- 2005: Kein Himmel über Afrika (Fernsehfilm)
- 2006: Dresden (Fernsehfilm)
- 2007: Inga Lindström: Emma Svensson und die Liebe (Fernsehreihe)
- 2007: Höllenritt (Kurzfilm)
- 2007: Idylle der Hyänen (Fernsehfilm)
- 2007: Die Patin – Kein Weg zurück (Fernsehfilm)
- 2007: Das Traumschiff – San Francisco (Fernsehserie)
- 2008: Der Mann aus der Pfalz (Fernsehfilm)
- 2009: SOKO 5113 – Querschuss (Fernsehserie)
- 2009: Notruf Hafenkante – Latin Lover (Fernsehserie)
- 2010: Klarer Fall für Bär (Fernsehfilm)
- 2010: Der Alte – Zivilcourage (Fernsehserie)
- 2010: Jetzt erst recht (Fernsehfilm)
- 2010: Um Himmels Willen – Wunderkinder (Fernsehserie)
- 2012: Der Bergdoktor – Bis zum Schluss (Fernsehserie)
- 2013: Die Rosenheim-Cops – Die letzte Beichte (Fernsehserie)
- 2014: SOKO München – Ein Spiel zu viel (Fernsehserie)
- 2015: Hubert und Staller – Der Waschlappen (Fernsehserie)
- 2021: In aller Freundschaft – Die jungen Ärzte – Schuld (Fernsehserie)
- 2025: Lena Lorenz: Das halbe Lottchen (Fernsehreihe)